# Дін Курт
«Дін Курт» (англ. Dean Court), спонсорська назва — «Віталіті Стедіум» (англ. Vitality Stadium) — футбольний стадіон у Борнмуті, Англія, є домашнім полем клубу «Борнмут». Відкритий 1910 року, місткість — 11 360 осіб.